# Họ Cá gai
Họ Cá gai (Danh pháp khoa học: Gasterosteidae) là một họ cá theo truyền thống xếp trong bộ Cá gai (Gasterosteiformes), nhưng các kết quả nghiên cứu phát sinh chủng loài cho thấy nó thuộc về bộ Perciformes.

## Đặc điểm
Chúng là những loài cá nước ngọt nhỏi có gai nhọn ở lưng và có sự không tương xứng rõ rệt giữa kích thước não của cá đực và cái. Cá đực giữ vai trò trụ cột, xây dựng tổ, lãnh trách nhiệm tán tỉnh và chăm sóc cho những quả trứng nên có kích thước não nhiều hơn, trong khi những con cái chỉ phải chọn một người bạn đời và đẻ trứng nên không cần phải có nhiều não.